# La Chapelle-Viel
La Chapelle-Viel ist eine französische Gemeinde mit 289 Einwohnern (Stand: 1. Januar 2022) im Département Orne in der Region Normandie. Sie gehört zum Arrondissement Mortagne-au-Perche und zum Kanton Tourouvre au Perche. 
Nachbargemeinden sind Écorcei im Nordwesten, L’Aigle im Norden, Saint-Ouen-sur-Iton im Nordosten, Crulai im Osten, Les Aspres im Süden, Auguaise im Südwesten und Brethel im Westen.

## Bevölkerungsentwicklung
| Jahr      | 1962 | 1968 | 1975 | 1982 | 1990 | 1999 | 2008 | 2015 |
| --------- | ---- | ---- | ---- | ---- | ---- | ---- | ---- | ---- |
| Einwohner | 187  | 161  | 137  | 185  | 213  | 245  | 268  | 274  |